# Gaby Reichardt
Gaby Reichardt (* 8. Juni 1938 in Frankfurt am Main) ist eine deutsche Schauspielerin, Hörspielsprecherin, Hörfunkmoderatorin und Sängerin.

## Leben
Reichardt absolvierte eine Ausbildung zur Schauspielerin bei Alice George und arbeitete dann an der Landesbühne Rhein-Main. Mit ihrer ersten Fernsehrolle als „Emmy Puchel“ in der Serie Die Firma Hesselbach wurde sie deutschlandweit bekannt. Schon während der Serie wirkte Reichardt aber auch an den Städtischen Bühnen und am Fritz Rémond Theater in Frankfurt. Ab 1969 spielte sie dann am Staatstheater Mainz, dem sie bis 1999 verbunden blieb.
Immer wieder trat sie auch im Fernsehen auf, so etwa zwischen 1971 und 1983 mehrfach im Tatort und zwischen 1987 und 1989 in den Hessischen Geschichten. Unter Sönke Wortmanns Regie stand sie in der Kino-Komödie Allein unter Frauen (1991) vor der Kamera.
Neben ihrer Arbeit für das Theater und das Fernsehen moderierte Gaby Reichardt viele Jahre Hörfunksendungen beim Hessischen Rundfunk wie zum Beispiel Gude, Servus und Hallo, Und dazu braucht der Mensch Musik, Fassenacht Frankfurt und Eile mit Weile…. Auch als Sängerin war sie erfolgreich: Begleitet von den „Hessenmusikanten“, einem Ensemble des Hessischen Rundfunks, veröffentlichte sie mehrere volkstümliche Plattenaufnahmen.
Reichardt war mit dem Intendanten des Staatstheaters Mainz, Georg Aufenanger (1914–2012), verheiratet.

## Hörspiele
- 1961: Mademoiselle Molière – Regie: Mathias Neumann
- 1961: Das Spiel von Elsenberg – Regie: Fränze Roloff
- 1962: Die Nacht allein – Regie: Mathias Neumann
- 1962: Leben und Taten des scharfsinnigen Edlen Don Quijote von La Mancha (6. Teil) – Regie: Ulrich Lauterbach
- 1964: Die Gleichberechtigung (Aus der Reihe: Bei uns deheim – Aus dem Leben einer hessischen Familie) – Autor und Regie: Robert Stromberger
- 1965: Der Präzedenzfall (Aus der Reihe: Bei uns deheim – Aus dem Leben einer hessischen Familie) – Autor und Regie: Robert Stromberger
- 1966: Bleiwe losse! (3. Folge: Se hot sich net verännert) – Regie: Heinz Otto Müller
- 1969: Primrose null sechs vier acht – Regie: Theodor Steiner
- 1969: Die Motten – Regie: Jiri Horcicka
- 1973: Wenn der Abend kommt – Regie: Hans Gerd Krogmann
- 1973: Sechs Kapitel aus dem revolutionären Leben des Richard Wagner – Regie: Jörg Franz
- 1974: Die Erste nicht und auch die Letzte nicht – Regie: Danielo Devaux
- 1975: Nachruf – Regie: Jörg Franz
- 1982: Becca kommt wieder – Regie: Ulrich Lauterbach
- 1991: Eriwwer un erunner – Regie: Alfred Probst
- 1991: Geschichten von Land und Leuten – Regie: Georg Bühren
- 1996: Muttertag – Regie: Ferdinand Ludwig

## Filmografie (Auswahl)
- 1960–1961: Die Firma Hesselbach (Fernsehserie)
- 1971: Tatort – Frankfurter Gold (Fernsehreihe)
- 1975: Tatort – Die Rechnung wird nachgereicht
- 1978: PS - Geschichten ums Auto (Fernsehserie)
- 1983: Tatort – Blütenträume
- 1984: Diese Drombuschs (Fernsehserie)
- 1987–1989: Hessische Geschichten (Fernsehserie)
- 1991: Allein unter Frauen
- 1997: Polizeiruf 110 – Feuertod (Fernsehreihe)